# Arón Canet Barbero
Arón Canet Barbero   (Corbera, 30 de setembre de 1999) és un pilot de motociclisme valencià que competeix al mundial de motociclisme des del 2016. El 2020 va pujar a la categoria de Moto2, on seguia competint a data de 2024. Els seus millors resultat fins a l'actualitat han estat el subcampionat mundial de Moto3 que va obtenir el 2019 i el de Moto2 del 2024.

## Carrera esportiva

### Primers anys
Canet va pujar per primera vegada a una motocicleta a tres anys. Poc després va provar els karts però més tard va decidir de córrer només amb motos. Va guanyar títols en diferents competicions nacionals i també al campionat mediterrani de velocitat. El 2013 va passar a competir al campionat d'Espanya de velocitat (CEV) en la categoria Pre-Moto3 i l'any següent passà a la de Moto3. El 2015 va estar a prop de guanyar-ne el títol.

### Moto3

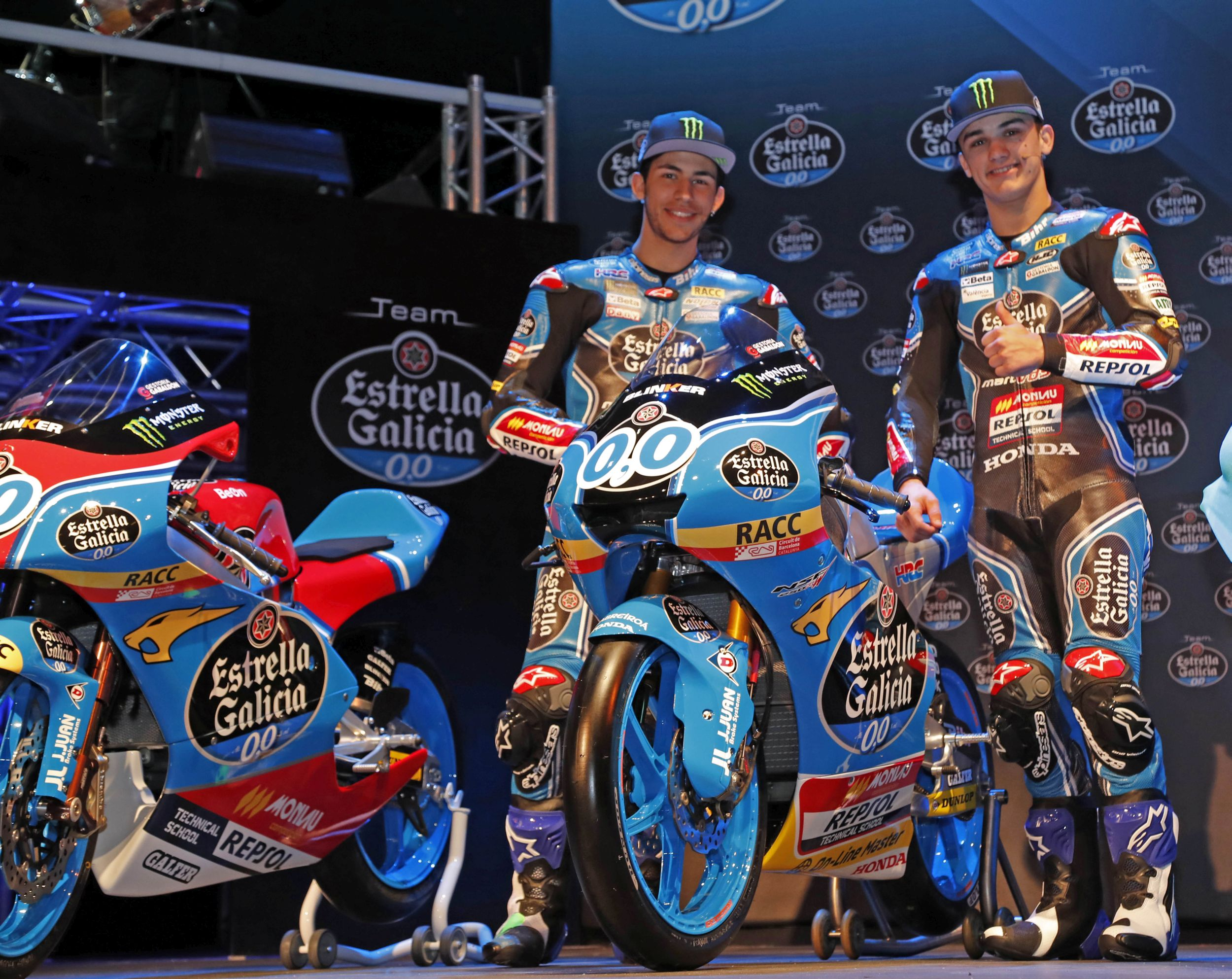
Canet (dreta) amb Enea Bastianini el 2017

El 2016, Canet va debutar a la categoria de Moto3 del mundial de motociclisme amb l'Honda NSF250R de l'equip Estrella Galicia 0.0, on tenia de company a Jorge Navarro. Obtingué un tercer lloc a Austràlia i la seva primera pole position a la darrera cursa, el Gran Premi de la Comunitat Valenciana, acabant la temporada en quinzena posició final. El 2017, amb el mateix equip i amb Enea Bastianini de company, guanyà el seu primer Gran Premi a Jerez i aconseguí dues victòries més, un segon lloc i un de tercer que el van permetre tancar la temporada en la tercera posició final.
El 2018 seguí al mateix equip, amb Alonso López de company. Va obtenir tres segons llocs i va acabar la temporada en sisena posició. El 2019 va canviar a la KTM RC 250 GP del Sterilgarda Max Racing Team. Obtingué tres victòries, un segon lloc i tres de tercers i acabà la temporada com a subcampió, darrere de Lorenzo Dalla Porta.

### Moto2
El 2020 va passar a córrer a Moto2 amb l'Speed Up de l'Aspar Team com a company de Hafizh Syahrin. Va acabar la temporada en la catorzena posició després d'haver-se hagut de perdre els Grans Premis de França, Aragó i Terol per una lesió al dit petit de la mà esquerra que va patir en l'escalfament del Gran Premi de França.
El 2021 continuà al mateix equip, amb el xassís rebatejat com a Boscoscuro i amb Albert Arenas de company. Va obtenir tres segons llocs i dos de tercers i va tancar la temporada en sisena posició, havent estat el millor entre els pilots que no duien xassís Kalex. El 2022 passà a l'equip Pons Racing, de nou amb Jorge Navarro de company. Va optar al títol i va acabar en tercera posició després d'haver aconseguit vuit podis al llarg de la temporada.
El 2023, amb el mateix equip que l'any anterior i amb Sergio García de company, va aconseguir nombrosos podis i pole positions i va acabar el campionat en cinquè lloc. El 2024 va passar a l'equip Fantic Racing i, al Gran Premi de Portugal, va aconseguir la seva primera victòria a Moto2.

## Resultats al Mundial de motociclisme

### Per temporada
| Temporada | Categoria | Moto       | Equip                       | Curses | Victòries | Podis | Poles | FLaps | Pts  | Posició |
| --------- | --------- | ---------- | --------------------------- | ------ | --------- | ----- | ----- | ----- | ---- | ------- |
| 2016      | Moto3     | Honda      | Estrella Galicia 0,0        | 18     | 0         | 1     | 1     | 2     | 76   | 15è     |
| 2017      | Moto3     | Honda      | Estrella Galicia 0,0        | 18     | 3         | 5     | 2     | 3     | 199  | 3r      |
| 2018      | Moto3     | Honda      | Estrella Galicia 0,0        | 17     | 0         | 4     | 0     | 4     | 128  | 6è      |
| 2019      | Moto3     | KTM        | Sterilgarda Max Racing Team | 19     | 3         | 7     | 2     | 0     | 200  | 2n      |
| 2020      | Moto2     | Speed Up   | Aspar Team                  | 12     | 0         | 0     | 1     | 0     | 67   | 14è     |
| 2021      | Moto2     | Boscoscuro | Aspar Team                  | 18     | 0         | 5     | 0     | 0     | 164  | 6è      |
| 2022      | Moto2     | Kalex      | Flexbox HP40                | 19     | 0         | 8     | 3     | 2     | 200  | 3r      |
| 2023      | Moto2     | Kalex      | Pons Wegow Los40            | 19     | 0         | 7     | 3     | 0     | 195  | 5è      |
| 2024      | Moto2     | Kalex      | Fantic Racing               | 19     | 4         | 8     | 6     | 6     | 234  | 2n      |
| Total     | Total     | Total      | Total                       | 158    | 10        | 44    | 18    | 17    | 1463 |         |

### Per categoria
| Categoria | Temporada       | 1a Cursa        | 1r Podi         | 1a Victòria     | Curses | Victòries | Podis | Poles | FLaps | Pts  | Títols |
| --------- | --------------- | --------------- | --------------- | --------------- | ------ | --------- | ----- | ----- | ----- | ---- | ------ |
| Moto3     | 2016–2019       | 2016 Qatar      | 2016 Austràlia  | 2017 Espanya    | 72     | 6         | 17    | 5     | 9     | 603  | 0      |
| Moto2     | 2020–actualitat | 2020 Qatar      | 2021 Portugal   | 2024 Portugal   | 88     | 4         | 29    | 13    | 8     | 880  | 0      |
| Total     | 2016–actualitat | 2016–actualitat | 2016–actualitat | 2016–actualitat | 158    | 10        | 44    | 18    | 17    | 1463 | 0      |

### Curses per any
Barem de puntuació de 1993 ençà:
| Posició | 1  | 2  | 3  | 4  | 5  | 6  | 7 | 8 | 9 | 10 | 11 | 12 | 13 | 14 | 15 |
| Punts   | 25 | 20 | 16 | 13 | 11 | 10 | 9 | 8 | 7 | 6  | 5  | 4  | 3  | 2  | 1  |

(Ids. Grans Premis | Llegenda) (Curses en negreta indiquen pole; curses en  itàlica indiquen volta ràpida)
| Any  | Categoria | Moto       | 1      | 2       | 3       | 4       | 5       | 6       | 7       | 8       | 9       | 10      | 11      | 12      | 13      | 14      | 15      | 16      | 17      | 18      | 19      | 20      | Pos | Pts |
| ---- | --------- | ---------- | ------ | ------- | ------- | ------- | ------- | ------- | ------- | ------- | ------- | ------- | ------- | ------- | ------- | ------- | ------- | ------- | ------- | ------- | ------- | ------- | --- | --- |
| 2016 | Moto3     | Honda      | QAT 15 | ARG Ret | AME 7   | ESP Ret | FRA 4   | ITA Ret | CAT 6   | NED Ret | GER 15  | AUT 21  | CZE Ret | GBR 8   | SM 7    | ARA 7   | JPN Ret | AUS 3   | MAL Ret | VAL 19  |         |         | 15è | 76  |
| 2017 | Moto3     | Honda      | QAT 4  | ARG 11  | AME Ret | ESP 1   | FRA 2   | ITA 5   | CAT 5   | NED 1   | GER Ret | CZE 3   | AUT 5   | GBR 1   | SM Ret  | ARA 5   | JPN 5   | AUS NC  | MAL 8   | VAL 9   |         |         | 3r  | 199 |
| 2018 | Moto3     | Honda      | QAT 2  | ARG 2   | AME 8   | ESP Ret | FRA 8   | ITA 11  | CAT Ret | NED 2   | GER 5   | CZE 2   | AUT 10  | GBR C   | SM Ret  | ARA Ret | THA     | JPN Ret | AUS 6   | MAL Ret | VAL Ret |         | 6è  | 128 |
| 2019 | Moto3     | KTM        | QAT 3  | ARG 12  | AME 1   | ESP 4   | FRA 3   | ITA 7   | CAT 2   | NED 12  | GER 3   | CZE 1   | AUT 10  | GBR 13  | SM Ret  | ARA 1   | THA NC  | JPN Ret | AUS Ret | MAL 8   | VAL 6   |         | 2n  | 200 |
| 2020 | Moto2     | Speed Up   | QAT 8  | ESP 5   | ANC 5   | CZE 10  | AUT 9   | STY Ret | SM 9    | EMI 13  | CAT 8   | FRA DNS | ARA     | TER     | EUR 11  | VAL Ret | POR 15  |         |         |         |         |         | 14è | 67  |
| 2021 | Moto2     | Boscoscuro | QAT 13 | DOH Ret | POR 2   | ESP 9   | FRA Ret | ITA 11  | CAT Ret | GER 2   | NED Ret | STY 2   | AUT 8   | GBR 7   | ARA 5   | SM 3    | AME 11  | EMI 3   | ALR 4   | VAL 5   |         |         | 6è  | 164 |
| 2022 | Moto2     | Kalex      | QAT 2  | INA 3   | ARG 4   | AME Ret | POR Ret | ESP 2   | FRA 2   | ITA Ret | CAT 2   | GER 9   | NED DNS | GBR 5   | AUT 6   | SM 2    | ARA 2   | JPN Ret | THA · 3 | AUS 9   | MAL 8   | VAL Ret | 3r  | 200 |
| 2023 | Moto2     | Kalex      | POR 2  | ARG 4   | AME 8   | ESP 5   | FRA DNS | ITA 4   | GER Ret | NED 5   | GBR 2   | AUT Ret | CAT 2   | SM Ret  | IND Ret | JPN 8   | INA 2   | AUS · 2 | THA 11  | MAL Ret | QAT 3   | VAL 2   | 5è  | 195 |
| 2024 | Moto2     | Kalex      | QAT 10 | POR 1   | AME 9   | ESP DNS | FRA 6   | CAT Ret | ITA 6   | NED Ret | GER Ret | GBR 2   | AUT 4   | ARA Ret | SM 2    | EMI 2   | INA 1   | JPN 16  | AUS 2   | THA 1   | MAL 8   | SLD 1   | 2n  | 234 |

Només es va atorgar la meitat dels punts en haver-se completat menys de dos terços de la distància de la cursa (però almenys tres voltes completes)